# Eupelmus neomexicanus
Eupelmus neomexicanus är en stekelart som beskrevs av Girault 1916. Eupelmus neomexicanus ingår i släktet Eupelmus och familjen hoppglanssteklar. Inga underarter finns listade i Catalogue of Life.